# 魔法使莎莉
《魔法使莎莉》是横山光輝創作的日本漫画作品，二度被東映動畫改編成電視動畫。

## 概要
本作是東映魔法少女系列第1套作品，在動畫黎明期時製作，為東映動畫第一部由漫畫改編的少女動畫，同時作為魔法少女題材的片集在電視播映。是日本魔法少女作品的先驅，啟發了魔法使恰比等作品的創作。
原作漫畫在初連載時，名為，動畫版本應跟隨此名，但商標被Sony使用在先，及與日產Sunny汽車系列重覆，故改為現名。漫畫之後亦跟隨動畫的名稱。
第一作以黑白畫面播出首17集。因彩色電視機在當時的日本社會趨向普及，故在1967年上半年起改以彩色技術製作。

## 故事

### 第一作
外星魔法國 Astoria (魔法の國 アストレア)的公主莎莉(サリー)因为對人類世界好奇所以來到地球生活，她化名为梦野莎莉的五年级小学生，享受认识同学及朋友的新生活。私底下她不断运用魔法去帮助有需要的人，但她却不能被人知道她懂得魔法。在最后一集，莎莉得知她要回家了，所以就向大家公开自己是魔女，可惜无人相信她。直至学校意外失火，她在所有人面前便用魔法下一场及时雨灭火，大家才知道她没有说谎...之后，她向两名最重要的朋友：花村良子和春日野紫留下友情链墜后离开亲友，回到Astoria。

### 第二作
在莎莉準備加冕時，良子的爸爸遇上交通意外，一家顿时失去依靠。良子和阿紫就用友情链墜呼唤莎莉快回来帮助，莎莉的妈妈答应了，但条件是要洗去良子和阿紫昔日对莎莉的记忆，讓三人的關係重新開始。此外该版本还加多一个竞争对手Karen（カレン），带著世仇的背景。

## 主要人物

### 人類世界
梦野莎莉
配音：平井道子（第一作）、山本百合子（第二作）（日本）；何雪凝（第一代）、孫明貞（第二代）、梁少霞（第三代）（香港）
住在人類世界、就讀小學五年級的小女孩。真正身份是魔法國的公主，也是個小魔女。現在與卡保及寶蘿合住在人類世界變的屋裡。
在66年版中，她只用魔杖、掃帚和魔法全集這三個工具；到了89年版就多了、友情链墜（友情のペンダント）、透視鏡盒（見つめてコンパクト）、和變身扣針（変身ペンダント）這些新道具。
施法咒語是「瑪哈利古 瑪哈利多 洋巴拉洋洋洋」（マハリク マハリタ ヤンバラヤンヤンヤン）。
加保
配音：千千松幸子（第一作）、本多知惠子（第二作）（日本）；蘇潔賢（第一作）、曾佩儀（第二作）（香港）
莎莉父親的其中一位部下，原本任務是帶公主回魔法國，後來以她弟弟的身份居於人類世界。當初因為常亂用魔法而被莎莉責備，但很多時候的確幫上莎莉的忙，而他亦當莎莉是真姐姐一樣。
寶蘿
配音：白石冬美（第一作）、西原久美子（第二作）（日本）； （香港）
第76集出場，乘坐金牛座第一粒星星來到人類世界的小魔法使，以莎莉妹妹的身份生活。其實她是人類的孤兒，後來被魔法國收養。她可以使出令任何物件都縮小的魔法。
施法咒語是「Bababa no choina」（バババのチョイナ）。
在小魔女Doremi中常用的魔法道具－－波龍（ポロン），其名稱就是致敬自她。
花村宜戶子（配音：加藤綠（第一作）、一龍齋貞友（第二作）（日）；林丹鳳（第二作，港））
莎莉的同級朋友，有很強的責任感和男子氣概。有三個弟弟，分別叫豚吉（トン吉）、珍平（チン平）及貫太（カン太）。
父親名叫花村利夫，是一位計程車司機。母親已身故，因此要身兼母職，代替死去的母親照顧家人。但在原著媽媽還在生，由於與爸爸忙於經營八百屋而疏忽照顧子女。
春日野紫（配音：向井真理子→山口奈奈（第一作）、久川綾（第二作））
莎莉的同級朋友，與性格對立的良子同為莎莉的好朋友。性格內向溫柔，學業成績優秀，父親是醫生。
山部明（配音：石原良（第一作）、鹽屋浩三（第二作））
莎莉的班主任，是位英俊又溫柔的先生，深得學生們的愛戴。

### 魔法國 Astoria
大魔王
莎莉的祖父，魔法國實力最高的魔法使，雖然性格頑固，但很愛護莎莉。最初他不喜歡人類，但在遇到良子後就改觀。
莎莉的爸爸（配音：內海賢二（第一作）、屋良有作（第二作，日）；盧國權（第二作，港））
魔法國的國王，片中稱為魔王，是位非常有威嚴的國王及父親。對莎莉十分嚴格，但私下卻很愛她，只是不肯說出口。
莎莉的媽媽（配音：向井真理子→山口奈奈（第一作）、川島千代子（第二作））
魔法國的王妃，是位溫柔的賢妻良母，雖然表面聽從丈夫，但實際上她控制丈夫非常了得。每當莎莉令父親發怒時，她都會站於莎莉的一方，原著中的名稱是。

## 電視動畫

### 播放電視台
日本
《魔法使莎莉》
- 播放電視台：朝日電視台
- 播放日期：

1966年12月30日～1968年12月6日（第一作）
1989年10月9日～1991年9月23日（第二作）
- 播放時間：逢星期一晚上7時至7時30分
- 集數：109集（第一作）、90集（第二作）

香港
小仙女（第一作）
- 播放電視台：麗的映聲（亞洲電視前身）
- 播放年份：1969年

莎莉變變變、莎莉變又變（第二作）
- 播放電視台：無線電視翡翠台
- 播放日期：

1990年12月18日～1991年2月27日（第1－52集）
1993年3月8日～4月23日（第53－88集）
| 日本 NET電視台 星期一19:00-19:30節目 | 日本 NET電視台 星期一19:00-19:30節目                  | 日本 NET電視台 星期一19:00-19:30節目 |
| ------------------------------------ | ----------------------------------------------------- | ------------------------------------ |
|                                      | 魔法使莎莉（第一作） （1966年12月5日-1968年12月30日） |                                      |
| 海賊王子                             | 甜蜜小天使（第一作）                                  |                                      |
| 朝日電視台 星期一19:00-19:30節目     |                                                       |                                      |
| ビリ犬なんでも商会                   | 魔法使莎莉（第二作） （1989年10月9日-1991年9月23日）  | クイズいたずら大王!                  |

### 主題曲

#### 片頭曲
（魔法使莎莉之歌，又名）
作詞：山本清，作曲：小林亞星／編曲：小林亞星，山本健司／主唱：the Three Graces、薗田憲一與Dixie Kings（第一作），朝川浩子（第二作）
香港版主題曲（第二作）
魔法使莎莉（第1集－第52集，又名「莎莉變變變」）
作詞：林夕，作曲：馮鏡輝，編曲：杜自持，主唱：彭家麗
莎莉變又變（第53集－第88集）
作詞：鄭國江，作曲：黃思源，主唱：陳松齡

#### 片尾曲
第一作
（魔法的曼波舞，第1集－第26集）
作詞：山本清／作曲：小林亞星／主唱：前川陽子、Honey Night
（調皮之歌，第27集－第73集）
作詞：山本清／作曲：小林亞星／主唱：朝井緣、野澤雅子、加藤綠、千千松幸子、平井道子
（第74集－第109集，又名）
作詞：山本清／作曲：小林亞星／主唱：水垣洋子、Four Mates
第二作
（不可思義的莎莉，第1集－第45集、SP1）
作詞：白峰美津子／作曲：井上能征／主唱：朝川浩子
（公主嬌小玲瓏，第46集－第88集、SP2）
作詞：白峰美津子／作曲：小坂明子／主唱：朝川浩子

### 製作人員
|          | 第一作（1966年版）                   | 第二作（1989年版）              |
| -------- | ------------------------------------ | ------------------------------- |
| 原作     | 橫山光輝                             | 橫山光輝                        |
| 企劃     | 𦭓谷岩男、飯島敬、松本貞光、橫山賢二 | 橫山和夫、東伊里彌              |
| 導演     | 勝田稔男、池田宏                     | 葛西治                          |
| 劇本     | 雪室俊一                             | 酒井昭義                        |
| 音樂     | 小林亞星                             | 美野春樹                        |
| 製作擔當 | 𦭓谷岩男                             | 菅原吉郎→樋口宗久               |
| 美術設計 | 小山禮司、山崎誠                     | 吉池隆司                        |
| 美術進行 |                                      | 北山禮子                        |
| 人物設計 | 羽根章悦                             | 山口泰弘、鈴木郁乃              |
| 製作人   | 勝田稔男                             | 加藤守啓→太田賢司（朝日電視台） |
| 製作     | 東映動畫                             | 朝日電視台、東映                |

## 劇場版
第一作
- 《魔法使莎莉 謎團幽靈館／魔法風船旅行》

第一作第25及26話的足本版，在1967年7月21日，與太空歷奇、突然出現的葫蘆島、黃金蝙蝠同期上映。是「全色彩！東映漫畫節」的一部分，為東映「魔女系列」第一部電影。
- 《魔法使莎莉 迷你魔法使》

第一作第77話的足本版，在1968年7月21日，與太陽王子 霍爾斯的大冒險、鬼太郎、七星俠同期上映。是「東映漫畫巡遊」的一部分。在2012年7月21日發售的「復刻！漫畫節 1968年夏」中收錄。
- 《魔法使莎莉 至上的露營》

第一作第88話的足本版，在1973年7月18日，與幪面超人V3對毒蠍幫怪人、機器刑事、鐵甲萬能俠對惡魔人、電腦奇俠01、巴比倫2世 超能寶寶同期上映。是該年「東映漫畫節」的一部分。在2011年10月21日發售的「復刻！漫畫節 1973年夏」中收錄。
第二作
- 《魔法使莎莉》

1990年3月10日，與龍珠 Z－地球最強戰士、靈幻小子 歡迎光臨惡魔園同期上映。是該年「東映動畫嘉年華」的一部分。

### 工作人員
- 劇本：酒井昭義
- 企劃：橫山和夫、東伊里彌
- 製作總指揮：今田智憲
- 導演：葛西治
- 作畫監督：山口泰弘
- 攝影：渡邊英俊
- 美術指導：吉池隆司
- 音樂：美野春樹
- 錄音：今關種吉
- 編輯：花井正明

主題曲
作詞：白峰美津子，作曲：小坂明子，編曲：信田夫，主唱：朝川浩子、SHINES
插曲
全編曲：松山一也，主唱：朝川浩子
1. Wake up !
  - 作詞：白峰美津子，作曲：井上能征
2. - 作詞：白峰美津子，作曲：小坂明子

## 外部連結
東映動畫介紹：
- 第一作[]（日語）
- 第二作 （页面存档备份，存于）（日語）

漫畫
- 作者官網 （页面存档备份，存于）（日語）
- 講談社網頁 （页面存档备份，存于）（日語）

其他
- 魔法使莎莉 （页面存档备份，存于）. BS朝日. （日語）
- SP1 - 魔法使いサリースペシャル 魔女になったよし子ちゃん （页面存档备份，存于）. Gyao Yahoo. （日語）
- 魔法使いサリー （页面存档备份，存于）. Apple TV. （日語）